# Kwon Young-woo
Kwon Young-woo (kor. 권영우 ;ur. 12 kwietnia 1981) – południowokoreański judoka. Olimpijczyk z Aten 2004, gdzie zajął siódme miejsce w wadze półśredniej.
Siódmy na mistrzostwach świata w 2007 i trzykrotny medalista w drużynie. Zdobył trzy medale na mistrzostwach Azji w latach 2003 – 2007. Zwycięzca uniwersjady w 2001 i 2003. Akademicki mistrz świata w 2004 roku.

## Letnie Igrzyska Olimpijskie 2004
| Konkurencja | Rundy eliminacyjne      | Rundy eliminacyjne      | Rundy eliminacyjne    | Repasaże                       | Repasaże             | Klas. końcowa |
| Konkurencja | Przeciwnik I            | Przeciwnik II           | Przeciwnik III        | Przeciwnik I                   | Przeciwnik II        | Miejsce       |
| ----------- | ----------------------- | ----------------------- | --------------------- | ------------------------------ | -------------------- | ------------- |
| 81 kg       | Cédric Claverie (FRA) Z | Gabriel Arteaga (CUB) Z | Ilias Iliadis (GRE) P | Morgan Endicott-Davies (AUS) Z | Flávio Canto (BRA) P | 7.            |